# Vladímir Purishkévich

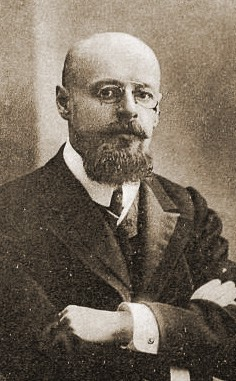
Vladímir Purishkévich hacia 1910

Vladímir Mitrofánovich Purishkévich (24 de agosto de 1870-febrero de 1920) fue un político de extrema derecha, antisemita y nacionalista de la Rusia imperial, perteneciente a las Centurias Negras, conocido como uno de los participantes en la conspiración dirigida por Félix Yusúpov que asesinó a Grigori Rasputín.

## Biografía
Nació en 1870 en Chisináu en la región de Besarabia (entonces en el Imperio ruso).
Perteneciente al movimiento de las Centurias Negras, desafió el liderato de Aleksandr Dubrovin en la Unión del Pueblo Ruso y en 1907 abandonó la organización, dando lugar a la creación de una escisión en esta, la Unión de Miguel Árcangel.
Miembro de la Duma Imperial de Rusia, se uniría a la conspiración de Félix Yusúpov para asesinar a Rasputín, y fue el autor de al menos dos de los disparos que causaron la muerte del monje en diciembre de 1916.
Purishkévich, que llegó a estar encarcelado en diciembre de 1917, falleció en febrero de 1920, víctima del tifus, mientras luchaba por el bando Blanco en la Guerra Civil rusa.